# Chuck Tingle
Œuvres principales
- Space Raptor Butt Invasion (2015)
- Slammed in the Butt by My Hugo Award Nomination (2016)
- Bury Your Gays (2024)

Chuck Tingle, né à Billings dans le Montana, est un auteur américain de nouvelles érotiques écrivant sous pseudonyme. Publiée en auto-édition, son œuvre a cependant attiré l'attention du public et de la presse. L'un de ses textes a été nommé au prix Hugo de la meilleure nouvelle courte 2016.

## Biographie
Chuck Tingle publie ses textes sur la plate-forme d'amazon.com, sous forme de livres électroniques, mais aussi de livres papier et de livres audio. Il a commencé en publiant des histoires relevant du dinosaur erotica version gay, puis s'est emparé des licornes et de Bigfoot et met aussi en scène des objets doués de conscience. Un de ses textes a été qualifié de « chef-d'œuvre transhumaniste ».
Son compte twitter affirme qu'il est grand maître de taekwondo et qu'il détient un doctorat de l'université DeVry en massage holistique, mais il s'agit de plaisanteries. En mars 2015, il a accordé un entretien à Observer.com qui n'apporte pas beaucoup d'éléments sur son identité. Une personne qui s'est présentée comme son fils Jon a ouvert un dialogue sur Reddit début 2016, dans lequel il révèle que son père est un autiste savant qui souffre également de schizophrénie. Jon l'aide à corriger ses textes et s'occupe de lui au quotidien.
Courant 2016, le groupe de Rabid Puppies fait nommer sa nouvelle Space Raptor Butt Invasion au Prix Hugo de la meilleure nouvelle courte, en dérision de la lutte contre l'homophobie et pour ridiculiser les prix Hugo,. Chuck Tingle a réagi en publiant la nouvelle Slammed in the Butt by My Hugo Award Nomination et en qualifiant les Rabid Puppies de « démons » tout en se moquant de leur chef sur twitter. Il a aussi demandé que Zoë Quinn, une développeuse de jeux qui milite contre le harcèlement, vienne chercher son prix s'il le remportait. Il a enfin piraté le site therabidpuppies.com pour en faire un moyen de promotion de son œuvre avec une photo de Channing Tatum torse nu. Applaudi par la presse, il acquiert ainsi de nombreux fans.
En septembre 2016, il a créé un site nommé TrumpDebateFacts qui vise à discréditer le candidat à la présidence des États-Unis Donald Trump.
En 2017, il est nommé pour la deuxième fois aux prix Hugo, cette fois dans la catégorie du meilleur écrivain fan.
Son roman Bury Your Gays obtient le prix Locus du meilleur roman d'horreur 2025.

## Œuvres

### Nouvelles
- (en) My Billionaire Triceratops Craves Gay Ass, 2014
- (en) Pounded by President Bigfoot, 2014
- (en) Taken by the Gay Unicorn Biker, 2014
- (en) Gay T-Rex Law Firm: Executive Boner, 2015
- (en) Space Raptor Butt Invasion, 2015
- (en) My Ass Is Haunted by the Gay Unicorn Colonel, 2015
- (en) Pounded by the Gay Unicorn Football Squad, 2015
- (en) I'm Gay for My Living Billionaire Jet Plane, 2015
- (en) Bigfoot Sommelier Butt Tasting, 2015
- (en) Unicorn Butt Cops: Beach Patrol, 2015
- (en) Seduced by Doctor Bigfoot: Attorney at Large, 2015
- (en) Trained by the Living Biker Train, 2015
- (en) Pounded by the Gay Color Changing Dress, 2015
- (en) Turned Gay by the Living Alpha Diner, 2015
- (en) Glazed by the Gay Living Donuts, 2015
- (en) Anally Yours, the Unicorn Sailor, 2015
- (en) Pounded in the Butt by My Own Butt, 2015
- (en) Top Horn: Turned Gay by the Unicorn Pilots, 2015
- (en) Pounded in the Butt by My Book "Pounded in the Butt by My Own Butt", 2015
- (en) Bigfoot Pirates Haunt My Balls, 2015
- (en) Gaygent Brontosaurus: The Butt Is Not Enough, 2015
- (en) Vampire Night Bus Pounds My Butt, 2015
- (en) Shared by the Chocolate Milk Cowboys, 2015
- (en) Reamed by My Reaction to the Title of This Book, 2015
- (en) The Curse of Bigfoot Butt Camp, 2015
- (en) Professor T-Rex Teaches Me Gayness, 2015
- (en) Bigfoot Settlers Claim My Butthole, 2015
- (en) Lonely Author Pounded by Dinosaur Social Media Followers, 2015
- (en) Angry Man Pounded by the Fear of His Latent Gayness Over a Dinosaur Transitioning Into a Unicorn, 2015
- (en) Slammed Up the Butt by My Hot Coffee Boss, 2015
- (en) Hunter Dentist Pounded in the Butt by Cecil the Handsome Unicorn, 2015
- (en) The State of California Stalks My Gay Butthole, 2015
- (en) Pounded in the Butt by My Leaked Mashly Addison Data, 2015
- (en) President Domald Loch Ness Tromp Pounds America's Butt, 2015
- (en) Happy Birthday Frankenstein, Now Pound My Butt, 2015
- (en) Dan Bigfootzerian Parties in My Butthole with His Billionaire Lifestyle, 2015
- (en) Oppressed in the Butt by My Inclusive Holiday Coffee Cups, 2015
- (en) Monday Pounds Me in the Butt, 2015
- (en) Pounded in the Butt by My Book "Pounded in the Butt by My Book 'Pounded in the Butt by My Own Butt'", 2015
- (en) Pharma Bro Pounded in the Butt by T-Rex Comedian Bill Murky and a Clan of Triceratops Rappers Trying to Get Their Album Back, 2015
- (en) Dinosaur Magicians Pinn and Tucker Make Their Wieners Disappear in My Butt, 2015
- (en) Eight Bigfoot Buckaroos Hate My Butt and Pound It, 2015
- (en) Creamed in the Butt by My Handsome Living Corn, 2016
- (en) Slammed in the Butthole by My Concept of Linear Time, 2016
- (en) Pounded in the Butt by My Book "Pounded in the Butt by My Book 'Pounded in the Butt by My Book "Pounded in the Butt by My Own Butt"'", 2016
- (en) Turned Gay by the Existential Dread That I May Actually Be a Character in a Chuck Tingle Book, 2016
- (en) Leonardo Decaprico Finally Wins His Award And It Pounds Him in the Butt, 2016
- (en) Slammed in the Butt by the Living Leftover Chocolate Chip Cookies from My Kitchen Cabinet, 2016
- (en) Living Inside My Own Butt for Eight Years, Starting a Business and Turning a Profit Through Common Sense Reinvestment and Strategic Targeted Marketing, 2016
- (en) This American Butt Hosted by Ira Ass, 2016
- (en) Feeling the Bern in My Butt, 2016
- (en) Slammed in the Butt by My Hugo Award Nomination, 2016
- (en) Space Raptor Butt Redemption, 2016
- (en) Pounded in the Butt by My Irrational Bigoted Fear of Humans Who Were Born as Unicorns Using a Human Restroom, 2016
- (en) Pounded in the Butt by My Book "Pounded in the Butt by My Book 'Pounded in the Butt by My Book "Pounded in the Butt by My Book 'Pounded in the Butt by My Own Butt'"'", 2016
- (en) Pounded by My Handsome Ghost Boats, 2016
- (en) Schrodinger's Butt, 2016
- (en) Pounded by the Pound: Turned Gay by the Socioeconomic Implications of Britain Leaving the European Union, 2016
- (en) Slammed by the Substantial Amount of Press Generated by My Book "Pounded by the Pound: Turned Gay by the Socioeconomic Implications of Britain Leaving the European Union", 2016
- (en) Space Raptor Butt Ascension, 2016
- (en) Pokebutt Go: Pounded by 'Em All, 2016
- (en) Slammed in the Butt by Domald Tromp's Attempt to Avoid Accusations of Plagiarism by Removing All Facts or Concrete Plans from His Republican National Convention Speech, 2016
- (en) First Buckaroo Bill Pounded by the Handsome Living White House, 2016
- (en) Stranger Pounds, 2016
- (en) Pounded in the Butt by My Hugo Award Loss, 2016
- (en) Kissed on the Weiner by My Own Weiner, 2016
- (en) Slammed in the Butt by My Smartphone's Missing Headphone Jack, 2016
- (en) Butt Wars: Rogue Buns, 2016
- (en) Brangelina Splits Apart and then Pounds Their Own Butt, 2016

### Romans
- (en) Helicopter Man Pounds Dinosaur Billionaire Ass, 2015
- (en) Buttageddon: The Final Days of Pounding Ass, 2015
- (en) Camp Damascus, 2023
- (en) Bury Your Gays, 2024Prix Locus du meilleur roman d'horreur 2025
- (en) Lucky Day, 2025

### Recueils de nouvelles
- (en) Chuck's Dinosaur Tinglers: Volume 1, 2015
- (en) Chuck's Unicorn Tinglers: Volume 1, 2015
- (en) Chuck's Bigfoot Tinglers: Volume 1, 2015
- (en) Chuck's Living Object Tinglers: Volume 1, 2015
- (en) Chuck's Living Object Tinglers: Volume 2, 2015
- (en) Chuck's Unicorn Tinglers: Volume 2, 2015
- (en) Buttception: A Butt Within a Butt Within a Butt, 2015
- (en) Scary Stories to Tingle Your Butt: 7 Tales of Gay Terror, 2015
- (en) Breaking the Fourth Butt: Eight Hot-to-Trot Meta Tinglers, 2016
- (en) Handsome Sentient Food Pounds My Butt and Turns Me Gay: Eight Tales of Hot Food and Beverage Love, 2016
- (en) Space Raptor Butt Trilogy, 2016

### Autres
- (en) Dr. Chuck Tingle's Complete Guide to Romance, 2015, guide
- (en) The Art of the Tingle, 2015, livre d'art
- (en) Dr. Chuck Tingle's Complete Guide to Sport, 2016, guide